# Malthodes doriae
Malthodes doriae is een keversoort uit de familie soldaatjes (Cantharidae). De wetenschappelijke naam van de soort werd in 1875 gepubliceerd door Léon Marc Herminie Fairmaire.